# Гамбоа, Фернандо
Фернандо Андрес Гамбоа (исп. Fernando Andrés Gamboa; род. 28 октября 1970, Маркос-Хуарес, Кордова) — аргентинский футболист и тренер, выступал на позиции защитника.

## Игровая карьера
Гамбоа начал свою игровую карьеру в 1988 году с «Ньюэллс Олд Бойз», где выиграл два чемпионата Аргентины.
В 1991 году он в составе сборной Аргентины выиграл Кубок Америки.
В 1993 году он присоединился к «Ривер Плейт», но после 12 игр в сезоне 1993/94 перешёл в состав принципиального соперника — «Бока Хуниорс».
Между 1996 и 1999 годами Гамбоа играл за «Реал Овьедо» в Испании, а затем вернулся в «Ньюэллс Олд Бойз».
В дальнейшем он играл за «Чакарита Хуниорс» и «Архентинос Хуниорс» в Аргентине, «Коло-Коло» в Чили и «Грассхоппер» в Швейцарии.

## Тренерская карьера
Гамбоа начал свою тренерскую карьеру в «Ньюэллс Олд Бойз». В 2009 году он сменил Рикардо Селински в «Чакарита Хуниорс», где работал до июня 2010 года. В мае 2010 года он подписал контракт с «Веракрусом» из Ассенсо MX. В сентябре 2010 года Гамбоа согласился заменить Антонио Мохамеда в качестве главного тренера «Колона». Совет директоров «Колона» уволил его вскоре после поражения со счётом 2:0 в матче лиги против «Олимпо» 9 апреля 2011 года.
18 апреля 2018 года Гамбоа был назначен тренером клуба «Агропекуарио Архентино». Он покинул клуб через месяц. 6 ноября 2018 года он был назначен тренером парагвайского клуба «Насьональ Асунсьон». 31 января 2019 года он был уволен после вылета на первом этапе Кубка Либертадорес.